# 我家是賣A書的
《我家是賣A書的》（日语：わたしのおウチはほんやさん）是日本漫畫家橫山知生的日本漫画作品。在史克威爾艾尼克斯的《月刊GANGAN JOKER》2010年2月號開始至2013年7月號連載結束。單行本全8卷。

## 故事大綱
小学5年級女學生中澤美柚有個巨大的煩惱，那就是中澤家從祖父開始持續50年都是販賣色情書刊（A書）的書店。雖然是如此煩惱、不過因為作為老闆的父親茂表示要收手不作，而讓柚為了拯救關店的危機而只好cosplay女僕、結果卻變成讓客人因此蜂擁而上讓本來要關店的書店反而大復活，而因此發揮了超級店員的銷售本事。

## 登場人物
中澤美柚
主角。宇都宮市立富士目小学5年級生。本人是從祖父開始就開始就賣A書的中澤書店的獨生女。由於母親六年前離家出走，讓她左思右想下認為是自己沒有惡意所說的一句話造成的。因此平常都很避諱講到自己家裡的事業。不過因為遇到關店危機，於是只好cosplay女僕來吸引客人、透過讀繪本的方式學到各種A書的知識並且作為武器來解決各種需求，發揮了超級店員的本事。
很受到客人們的愛戴，也十分受客人信賴。
中澤茂
美柚之父、中澤書店第二代老闆。實際上是自己一個人承擔父親在50年前所開的書店。與妻子在六年前別居中。
性格十分天然。雖然身為老闆，但是店裡的工作，基本上都由美柚一手包辦。
杉本紀子
美柚的同學，同時也是最要好的朋友。初登場時，因美柚誤會同時深怕書店之事曝光，在桃子出現才讓美柚知道當時事情的真相，現在是桃子山田的粉絲。
桃子山田
本名為「山田桃子」，住在中澤書店附近的漫画家。25歳。由於高中時與立志當聲優的男友訂下「20歳時，只要自己的作品可以動畫化並且由他演出的話就結婚」的約定，但因為一直畫不出當紅作品，而且早就超過二十歲，被逼入走投無路之下，只好拜託美柚讓她能畫出以美柚為原型的漫畫。結果在中澤父女的幫助下，畫出一個不是少女漫畫而是成人漫画的作品，而且這個漫畫還決定要OVA化。也因此成了目前當紅的成人漫畫家。
天音由香
本名為「天音由夫」，原清純派偶像，現清純派偽娘偶像。
虹澤朝日
視美柚為敵人，有潔癖，喜歡哥哥。
虹澤夕夜
朝日的哥哥，原虹澤書店店長，現中澤書店DVD別館店長。
外館真帆
中學三年級, 《真帆屋》同人誌的畫家，只要在她面前說出人物和場景，她就能無意識地畫出來，而且畫風十分好，因此同人誌銷量高，
但由於本人太害羞，令到同人誌貨量十分稀少，加上只在中澤書店販售關係，故被客人稱為夢幻社團（單行本第五卷）。
野野村陽
很紅的官能小說家，似乎平時的聊天都可以變成官能小說的對話內容。目前只有美柚能聽的懂並且翻譯。時常被編輯社的人員催稿而消失蹤影。初登場時因口渴暈倒在馬路上而被美柚踩到大驚（因要到中澤書店但迷路了）。種種因素，美柚被大師纏身，到了書店裡開始官能技能發揮，最後似乎找到新的不好的想法，而高興的離開書店。後來有時會在美柚不知情的狀況下拜訪書店，對美柚很感興趣(似乎是個大M，連由香都很懼怕)。
中澤的母親
初登場時在簽名會附近的場所，因中澤撞見一小男孩要去打著18標籤的場所而被中澤阻止，後因小男孩大哭讓中澤不知所措，此時一位迷樣女性登場，同時中澤躲在旁邊偷看讓她直覺判定這位女性就是媽媽，但在種種因素情況下，一直讓在後面跟蹤的中澤誤會，最後得知只是媽媽帶著這小孩尋找他的家人。當誤會解開同時，中澤高興的衝過去，但因體力透支且太過高興，再加上美柚本身的一些因素狀態下，最後暈倒在媽媽的懷裡。
暈倒之前，媽媽在美柚耳邊述說著：「這樣阿，但是對不起美柚，請在稍微等一段時間吧！！」似乎在幕後策劃什麼。本名其不詳。
老舊書店的女性
(待編輯)
書店常客A 宮國宗太
從第一本(話)和神田一起登場，喜歡巨乳，家有一位女忍者小雅，暗戀同學倉澤美苗，每次到店均叫美柚介紹巨乳A書。
書店常客B 神田先生
從第一本(話)和宮國一起登場，喜歡女僕，經常兩人流連書店，也曾幫忙看顧幼兒化美柚。
書店常客C
(待編輯)

## 出版書籍
| 卷數 | 史克威爾艾尼克斯 | 史克威爾艾尼克斯       | 青文出版社     | 青文出版社                                        |
| 卷數 | 發售日期         | ISBN                   | 發售日期       | ISBN / EAN                                        |
| ---- | ---------------- | ---------------------- | -------------- | ------------------------------------------------- |
| 1    | 2010年9月22日    | ISBN 978-4-7575-3002-7 | 2013年11月12日 | EAN 4718016008588（特裝版） ISBN 978-986-310821-4 |
| 2    | 2011年1月22日    | ISBN 978-4-7575-3130-7 | 2014年5月16日  | ISBN 978-986-356005-0                             |
| 3    | 2011年5月21日    | ISBN 978-4-7575-3240-3 | 2014年8月8日   | ISBN 978-986-356109-5                             |
| 4    | 2011年10月22日   | ISBN 978-4-7575-3395-0 | 2014年11月29日 | EAN 4718016010901                                 |
| 5    | 2012年3月22日    | ISBN 978-4-7575-3531-2 | 2015年6月4日   | EAN 4718016013032                                 |
| 6    | 2012年9月22日    | ISBN 978-4-7575-3698-2 | 2015年9月19日  | EAN 4718016015180                                 |
| 7    | 2013年3月22日    | ISBN 978-4-7575-3905-1 | 2016年3月9日   | EAN 4718016017085                                 |
| 8    | 2013年8月22日    | ISBN 978-4-7575-4041-5 | 2016年5月12日  | EAN 4718016018488                                 |

## 備註
1. ↑  第5話。

## 外部連結
- 我家賣A書的 - 連載作品 - GANGAN JOKER -SQUARE ENIX- （页面存档备份，存于）（日語）